# إميل شوفاني
إميل شوفاني (24 أيار 1947 - 18 شباط 2024) مربٍ ورجل دين عربي مسيحي، وناشط يدعم الحوار والتعايش المسيحي المسلم اليهودي. عمل شوفاني يعمل على توطيد العلاقات اليهودية – المسيحية – الإسلامية.

## حياته
ولد إميل شوفاني سنة 1947. أنهى تعليمه في مدرسة مار يوسف في الناصره، عمل قسيسًا في باريس، حيث درس الفلسفة واللاهوت، ووطد الكنيسة الكاثوليكية على أنها كنيسة عالمية والتي كانت حلقة وصل بين الغرب والشرق وبين التقاليد القديمة والمعتقدات الحديثة وهناك تعرف للمرة الأولى على ما ارتكبه النازيين من اضطهادٍ وقتل لليهود. في عام 1971 عاد شوفاني لإسرائيل حيث عين خوريًا على القرى الجليلية وفي عام 1972 عين مديرًا في كلية القديس يوسف في الناصرة التابعه لكنيسة الروم الملكيين الكاثوليك. في عام 1988 أصدر برنامج «تربية للسلام، ديمقراطيه والتعايش»، من خلاله أرسل بعثات طلابيه من كلتا المدرستين: مدرسة مار يوسف الإكليركية والتي نمت قيم الصبر والتعايش في طلابها، والمدرسة التابعه لجامعة القدس العبريه. أحداث أكتوبر 2000 زادت شعور شوفاني بأن العنصرية بين العرب واليهود في إسرائيل تنبع من الجهل المتبادل بين الطرفين. ادعى أن الوسيلة للتقليل من العنصرية وتقريب القلوب تعتمد على تعريف كل من الطرفين على الكوارث التي ألمت في كل منهم.
توفي شوفاني في الناصرة يوم 18 فبراير 2024.